# تجارب كالهون

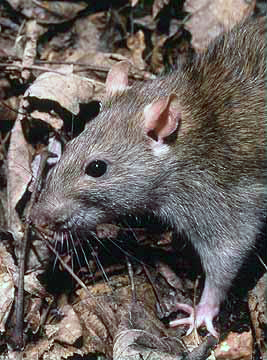

قام عالم السلوك الحيواني جون بي. كالهون عبر سلسلة تجارب عن الاكتظاظ السكانيّ اجريت على الجرذان البنية بين عامي 1958 و1962 بوصف انهيار في السلوك يمكن أن ينتج عن الاكتظاظ السكانيّ. في ….التجارب، ابتكر كالهون وباحثوه سلسلة من «يوتوبيات الفئران» - مساحات مغلقة حيث يمنح الجرذان وصولًا غير محدود إلى الطعام والماء، مما مكن من النمو السكاني غير المقيد. صاغ كالهون مصطلح «الحوض السلوكي» في تقريره 1 فبراير 1962 في مقال بعنوان «الكثافة السكانية وعلم الأمراض الاجتماعية» في مجلة ساينتفيك أمريكان  عن تجربة الجرذان. وقد أجرى في وقت لاحق تجارب مماثلة على الفئران، من عام 1968 إلى عام 1972.
استُخدم عمل كالهون كنموذج حيواني للانهيار المجتمعي، وأصبحت دراسته حجر أساس لعلم الاجتماع الحضري وعلم النفس بشكل عام.
وصف كالهون في دراسة أجراها سنة 1962 سلوك الجرذان كما يلي:
«العديد من [إناث الجرذان] لم يكن بمقدورهن الاستمرار بالحمل للنهاية أو البقاء على قيد الحياة بعد الولادة إذا فعلن. عدد أكبر أيضاً من إناث الجرذان، حتى بعد الولادة بنجاح، يفشلن في وظائف الأمهات. بين الذكور، تراوحت الاضطرابات السلوكية من الانحراف الجنسي إلى أكل لحوم الجنس نفسه ومن النشاط المسعور إلى الانسحاب المرضي الذي يخرج فيه الجرذان لتناول الطعام والشراب والتحرك عندما يكون أفراد المجتمع الآخرون نائمين فقط. أظهر التنظيم الاجتماعي للحيوانات اضطرابًا متساويًا..م.
أصبح المصدر المشترك لهذه الاضطرابات أكثر وضوحًا في مجموعات سلسلتنا الأولى من التجارب الثلاث، حيث لاحظنا تطور ما أطلقنا عليه بالبالوعة السلوكية. كانت الجرذان تتجمع معًا بأكبر عدد في واحد من الأقفاص الأربعة المتصلة ببعضها التي وُجدت فيها المستعمرة. يجتمع ما يصل إلى 60 من 800 جرذان من كل مجموعة تجريبية في قفص واحد خلال فترات التغذية. ونادرا ما تأكل الجرذان بمفردها إلا برفقة جرذان أخرى. ونتيجة لذلك، تطورت الكثافة السكانية الشديدة في القفص المستخدم لتناول الطعام، مما ترك الأقفاص الأخرى بأعداد سكان منخفضة.
... في التجارب التي تطور فيها الحوض السلوكي، ارتفع معدل وفيات الرضع إلى 96 في المائة بين أكثر المجموعات اضطراباً في السكان.»
تقاعد كالهون من المعهد الوطني للصحة العقلية في عام 1984، لكنه استمر في العمل على نتائج أبحاثه حتى وفاته في 7 سبتمبر 1995.

## التجارب
أُجريت تجارب كالهون المبكرة على الفئران في أرض زراعية في روكفيل بولاية ماريلاند، بدءًا من عام 1947.
بدأ كالهون بالعديد من التجارب مع الفئران والجرذان بينما عمل في NIMH (المعهد الوطني للصحة العقلية) في عام 1954، في اختباراته الأولى، وضع حوالي 32 إلى 56 من القوارض في علبة ابعادها 10 × 14 قدمًا في حظيرة في مقاطعة مونتغومري. قام بتقسيم المساحة إلى أربع غرف. تم إنشاء كل غرفة خصيصًا لاحتواء عشرات الجرذان النرويجية البنية الناضجة. يمكن للجرذان المناورة بين الغرف باستخدام المنحدرات. شرح طبيب نفسي آخر؛ بما أن كالهون قدم موارد غير محدودة، مثل الماء والغذاء، وكذلك الحماية من الحيوانات المفترسة وكذلك من الأمراض والطقس، أعتُبرت الجرذان في «يوتوبيا الجرذان» أو «جنة الفئران».
بعد تجاربه السابقة على الفئران، في عام 1972، أنشأ كالهون في وقت لاحق «البيئة المانعة لوفاة الفئران»: قفص بمساحة 101 بوصة مربعة للفئران مع الطعام والماء المتجددين لدعم أي زيادة في عدد السكان،  والذي دفع بأسلوبه التجريبي إلى أقصى حدوده. في تجربته الأكثر شهرة في السلسلة، تجربة «الكون 25»، بلغ عدد السكان ذروته عند 2200 من الفئران التي ظهرت فيها مجموعة متنوعة من السلوكيات غير الطبيعية والمدمرة في كثير من الأحيان. بحلول اليوم 600، كان السكان في طريقهم إلى الانقراض. 

## التأثير الثقافي
جاء مقال مجلة ساينتفك امريكان لعام 1962 في وقت أصبح فيه الاكتظاظ السكاني موضوعاً ذا اهتمام شعبيّ كبير، وكان له تأثير ثقافي كبير. تمت الإشارة إلى الدراسة مباشرة في بعض أعمال الخيال، وربما كان لها تأثير على العديد من الأعمال الأخرى.
لقد صاغ كالهون الكثير من أعماله بمصطلحات مجسمة، بطريقة جعلت أفكاره في متناول الجمهور العادي.  كتب توم وولف عن المفهوم في مقاله «أوه جوثام المتعفنة! الإنحدار إلى الحوض السلوكي»، ليصبح لاحقًا في الفصل الأخير من عصابة المضخة.  أشار لويس مومفورد أيضًا إلى عمل كالهون في كتابه "المدينة في التاريخ" ،  قائلاً:
«كان الجزء الأكبر من هذه البربرية القبيحة عائداً بالكامل إلى الاكتظاظ السكانيّ وحده؛ تشخيص يدعمه اليوم اختبارات علمية أجريت على الجرذان - عندما وضعت هذه الجرذان في حجرات عيش مكتظة بالتساوي، ظهر عليهم نفس أعراض الضغط النفسي، العزلة، العدائية، الانحراف الجنسية، الفشل الأبوي، والعنف المتزايد الذي نراه اليوم في المدن الكبرى.
»
تمت الإشارة إلى أعمال كالهون في الكتب المصورة، بما في ذلك باتمان و2000 م. 
رأى كالهون نفسه مصير عدد الفئران كتعبير مجازيّ عن مصير الإنسان المحتمل. وصف الانهيار الاجتماعي بأنه «موت روحي»، بالإشارة إلى الموت الجسدي على أنه «الموت الثاني» المذكور في الكتاب المقدس في Revelation 2:11. 
ألهم عمل كالهون مع الجرذان كتاب الأطفال لعام 1971، السيدة Frisby وجرذان NIMH (المعهد الوطني للصحة العقلية)، بقلم روبرت سي أوبراين، الذي تم اقتباسه إلى فيلم رسوم متحركة لعام 1982، سر NIMH (المعهد الوطني للصحة العقلية). 

## قابلية التطبيق على البشر
هناك نقاش كبير حول نتائج التجربة. وظّف عالم النفس جوناثان فريدمان مجموعة من طلاب المدارس الثانوية والجامعات لإجراء سلسلة من التجارب لقياس آثار الكثافة السكانية على السلوك. وقاس ضغطهم وانزعاجهم وعدوانيتهم وتنافسهم وعدم رضاهم العام. أعلن أنه لم يجد أي آثار سلبية ملحوظة في عام 1975. ناقش الباحثون كون «عمل كالهون لم يكن ببساطة حول الكثافة بالمعنى المادي، حيث كان عدد الأفراد لكل وحدة مربعة، بل كان حول درجات من التفاعل الاجتماعي».